# Sabien Lilaj
Sabien Lilaj, né le 10 février 1989, est un footballeur international albanais évoluant au poste de milieu de terrain.

## Biographie
Lilaj joue son premier match avec l'Albanie le 7 octobre 2011 contre la France.

## Palmarès
- Champion d'Albanie en 2009 avec le KF Tirana, en 2013, 2014, 2015 et 2018 avec le Skënderbeu Korçë
- Vainqueur de la Coupe d'Albanie en 2011 avec le KF Tirana
- Vainqueur de la Supercoupe d'Albanie en 2009 avec le KF Tirana, en 2013 avec le Skënderbeu Korçë